# يانيك بريشير
يانيك بريشير (25 مايو 1993 بزيورخ في سويسرا - ) هو لاعب كرة قدم سويسري في مركز حراسة المرمى. شارك مع منتخب سويسرا تحت 19 سنة لكرة القدم ومنتخب سويسرا تحت 21 سنة لكرة القدم. أما مع النوادي، فقد لعب مع نادي زيورخ ونادي ويل.

## وصلات خارجية
- يانيك بريشير على موقع الاتحاد الأوربي (الإنجليزية)
- يانيك بريشير على موقع قاعدة بيانات كرة القدم.إي يو (الإنجليزية)
- يانيك بريشير على موقع Soccerway.com (الإنجليزية)
- يانيك بريشير على موقع AS.com (الإسبانية)